# Jacob Hellner
Jacob Hellner (1961 -) es un productor musical sueco que ha trabajado con bandas como Rammstein, Apocalyptica y Clawfinger. En la actualidad Hellner forma junto con Carl-Michael Herlöfsson la productora Bomkrash.